# フェルナンド・クラビホ・バトゥジェ
フェルナンド・クラビホ・バトゥジェ（スペイン語: Fernando Clavijo Batlle、1971年8月10日 - ）は、スペイン・サンタ・クルス・デ・テネリフェ県サン・クリストバル・デ・ラ・ラグーナ出身の政治家。カナリア連合(CC)所属。2023年からカナリア諸島州首相を務めている。2015年から2019年にも州首相を務めた。

## 経歴

### 青年時代
1971年8月10日、カナリア諸島のサンタ・クルス・デ・テネリフェ県サン・クリストバル・デ・ラ・ラグーナに生まれた。父親のフェルナンド・クラビホ・レドンドもカナリア諸島州政府の職員だった。
ラ・ラグーナ大学で経済学と経営学を学び、1992年には現在のカナリア連合(CC)の前身となる政党に加入した。2003年にはサン・クリストバル・デ・ラ・ラグーナ市議会議員に就任し、2008年にはサン・クリストバル・デ・ラ・ラグーナ市長に就任した。

### カナリア諸島州首相
2015年のカナリア諸島州議会議員選挙には筆頭候補（州首相候補）として臨み、カナリア連合は60議席中18議席を獲得して第1党となった。選挙後の州首相指名投票ではカナリア諸島社会党（スペイン社会労働党カナリア諸島州支部）などの支持も得て、クラビホがカナリア諸島州首相に就任した。
2019年の州議会選挙にも筆頭候補（州首相候補）として臨み、カナリア連合は60議席中20議席を獲得したが、20議席のカナリア諸島社会党には及ばずに第2党となった。州首相にはカナリア諸島社会党のアンヘル・ビクトル・トーレスが選出され、クラビホは州首相を退任した。
2023年7月12日の州議会選挙にも筆頭候補（州首相候補）として臨み、カナリア連合は60議席中19議席を獲得して第2党だったが、選挙後の州首相指名投票では国民党とVoxの支持も得て、クラビホが州首相に再任された。